# São Miguel dos Milagres
São Miguel dos Milagres é um município brasileiro do estado de Alagoas. Sua população estimada em 2020 é de 8.013 habitantes.

## História

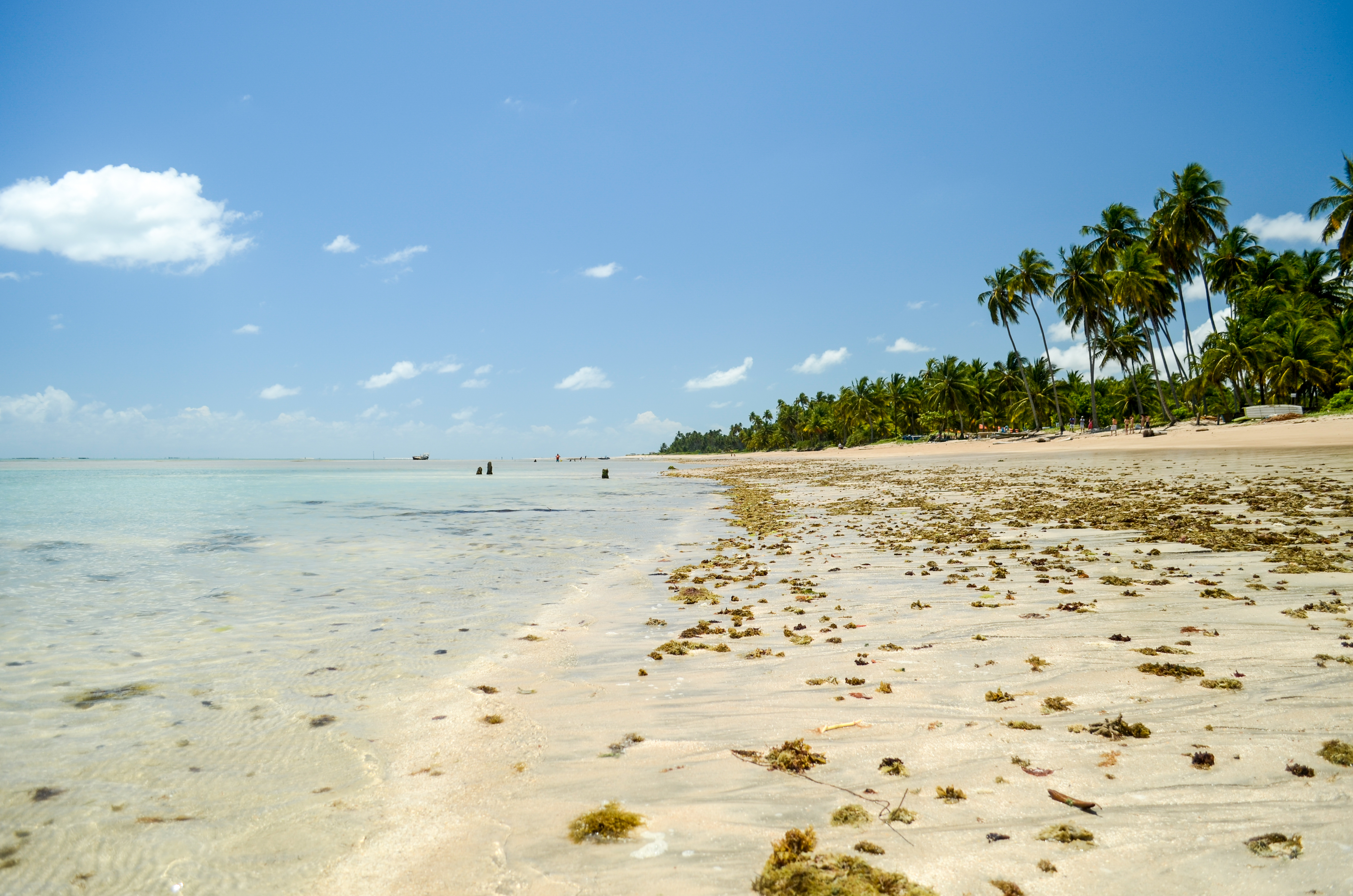
São Miguel dos Milagres.

Chamava-se, antes, Freguesia de Nossa Senhora Mãe do Povo. Mudou sua denominação, segundo a tradição, depois que um pescador encontrou na praia uma peça de madeira coberta de musgos e algas marinhas. Ao levá-la para casa e fazer sua limpeza, descobriu que se tratava de uma imagem de São Miguel Arcanjo, provavelmente caída de alguma embarcação. Ao terminar o trabalho de limpeza, o pescador descobriu espantado, que uma ferida persistente que o afligia há tempos estava totalmente cicatrizada.
A notícia logo se espalhou, fazendo com que aparecessem pessoas em busca de cura para suas doenças e de novos milagres. Sua colonização tomou corpo durante o período da invasão holandesa, quando moradores da sofrida Porto Calvo fugiram em busca de um lugar seguro para abrigar suas famílias e de onde pudessem avistar com antecipação a chegada dos inimigos batavos. A capela inicial, que deu origem à freguesia estabelecida pela Igreja Católica, foi dedicada a Nossa Senhora Mãe do Povo.
Sua história está ligada, pela proximidade, à de Porto de Pedras e à de Porto Calvo, antigo Santo Antônio dos Quatro Rios ou, ainda, Bom Sucesso. Disputa com Porto de Pedras a primazia de ser a sede do Engenho Mata Redonda, onde ocorreu a célebre batalha do mesmo nome travada, entre o exército holandês e as forças luso-espanholas e vencida pelo General Artikchof.  É compreensível a querela, uma vez que os atuais municípios não estavam formados e os limites eram imprecisos.
Por muito tempo, o Engenho Democrata foi destaque na produção de açúcar na região. Igualmente, o povoado foi líder na produção de cocos, quando ainda pertencia a Porto de Pedras.
Foi elevado à vila em 09 de junho de 1864 e, a partir de 1941, um grupo de moradores, entre eles Augusto de Barros Falcão, José Braga, Aderbal da Costa Rapôso, Amaro da Costa Rapôso e João Moraes vinham reivindicando sua emancipação do município de Porto de Pedras. A emancipação política começou no dia 6 de junho de 1960. E pela Lei 2.239, de 07 de junho de 1960, São Miguel dos Milagres emancipa-se, separando-se de Porto de Pedras.
Durante muito tempo a principal atividade econômica da cidade foi a cultura do cultivo de coco, tendo sido por longos anos a região mais produtiva de todo o estado de alagoas, comercializando o fruto nacionalmente e para o exterior.
Lista de prefeitos após a emancipação de 1960.
- 1960 -  Augusto de Barro Falcão
- 1964  - Aderbal da Costa Raposo Filho (Badu)
- 1968 - Adalberto Paiva Verçosa
- 1972 - Jucedi Alves Braga
- 1976 - José de Arcanjo Silva
- 1984 - Jucedi Alves Braga
- 1988  - José Januário Fernandes
- 1992  - Veraldino Apolinário dos Santos (Dino)
- 1996 - José Cícero Ferreira dos Santos
- 2000 - Veraldino Apolinário dos Santos (Dino)
- 2004 - Veraldino Apolinário dos Santos (Dino)
- 2008 - Adalberto de Paiva Verçosa (Draga)
- 2012 - Adalberto de Paiva Verçosa (Draga)
- 2016 - Rubens Felisberto de Ataíde Junior (Bureco)

## Turismo

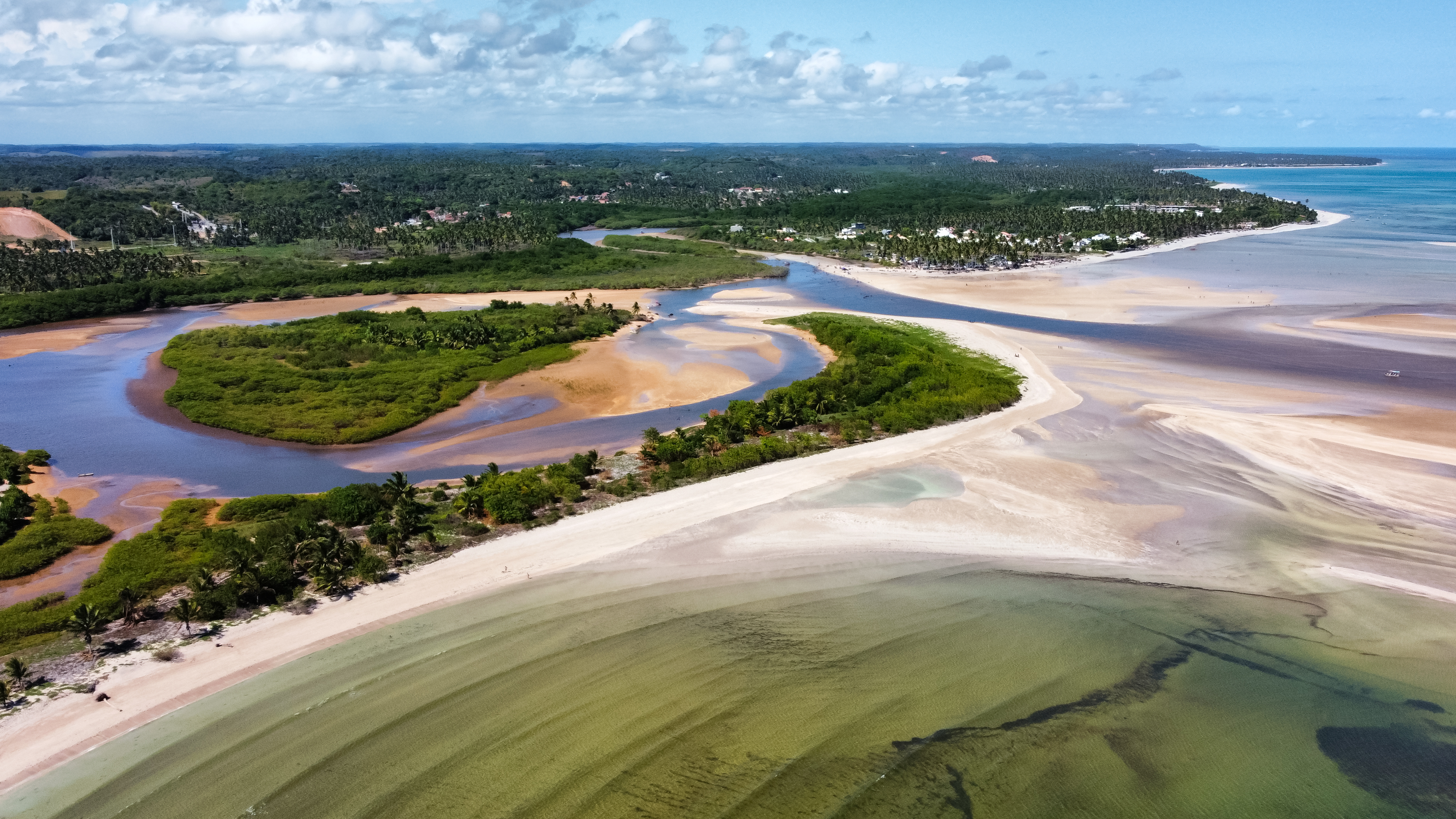
Foz do Riacho Tabatinga

A região vem ganhando bastante destaque no cenário do turismo nacional e internacional, tendo sido visitada por diversas personalidades conhecidas da música, TV, internet e esporte. Contando com diversas praias paradisíacas, tranquilas, de águas mornas e com enormes coqueirais a qual pertencem a rota ecológica dos Milagres, como por exemplo: Marcineiro, Riacho, São Miguel dos Milagres, Toque, Porto da Rua, Lajes e a praia do Patacho.

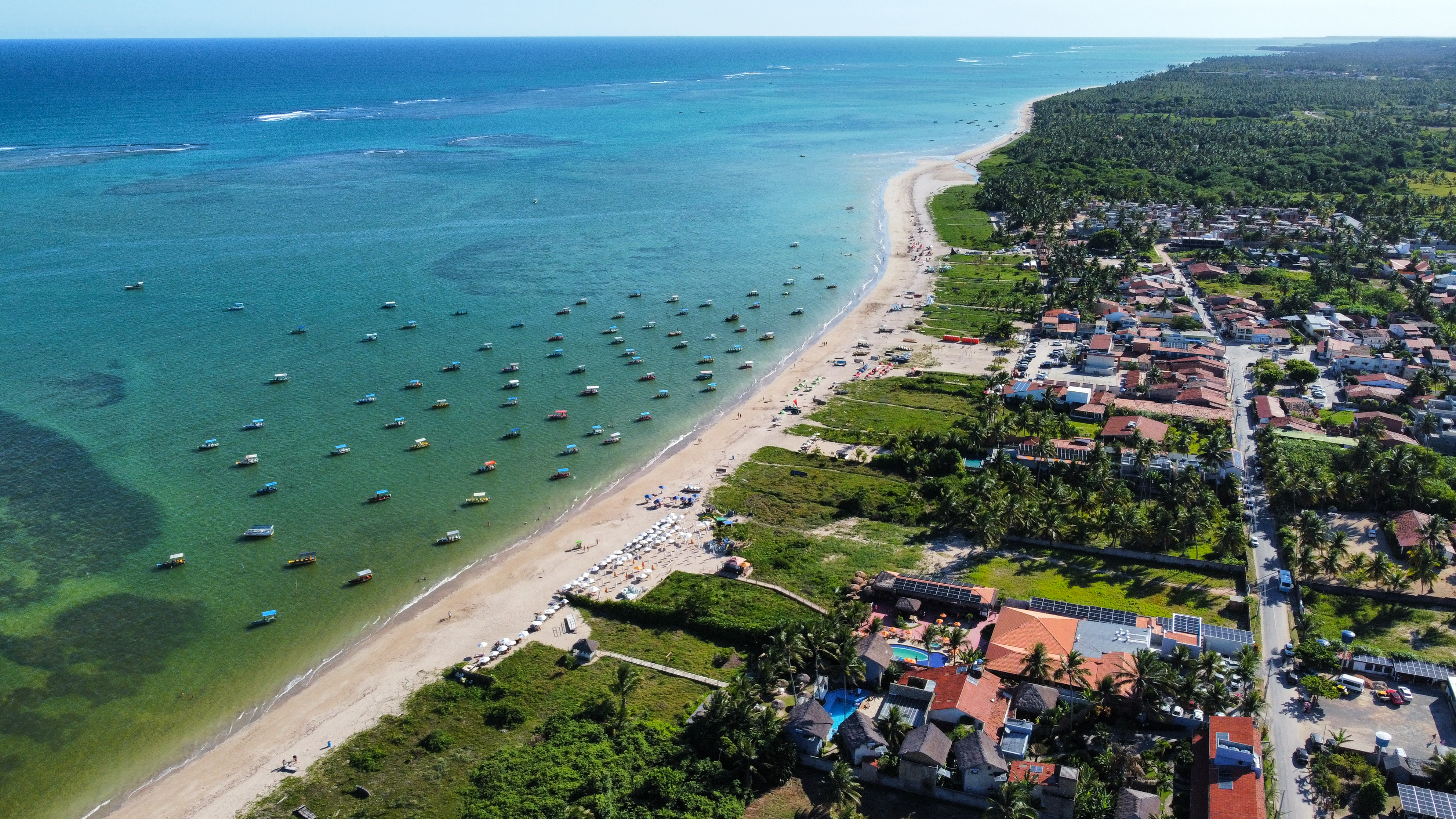
Praia de Porto da Rua

Também conta com o ecoturismo que é feito através do passeio sobre o bioma do rio Tatuamunha e Tabatinga, onde é apresentado o peixe boi e todos os projetos de conservação do ambiente (fauna e flora) local.

A cidade conta com diversas pousadas e hotéis conhecidos nacionalmente e com ótimos serviços de hotelaria.